# Форт Принца Уэльского

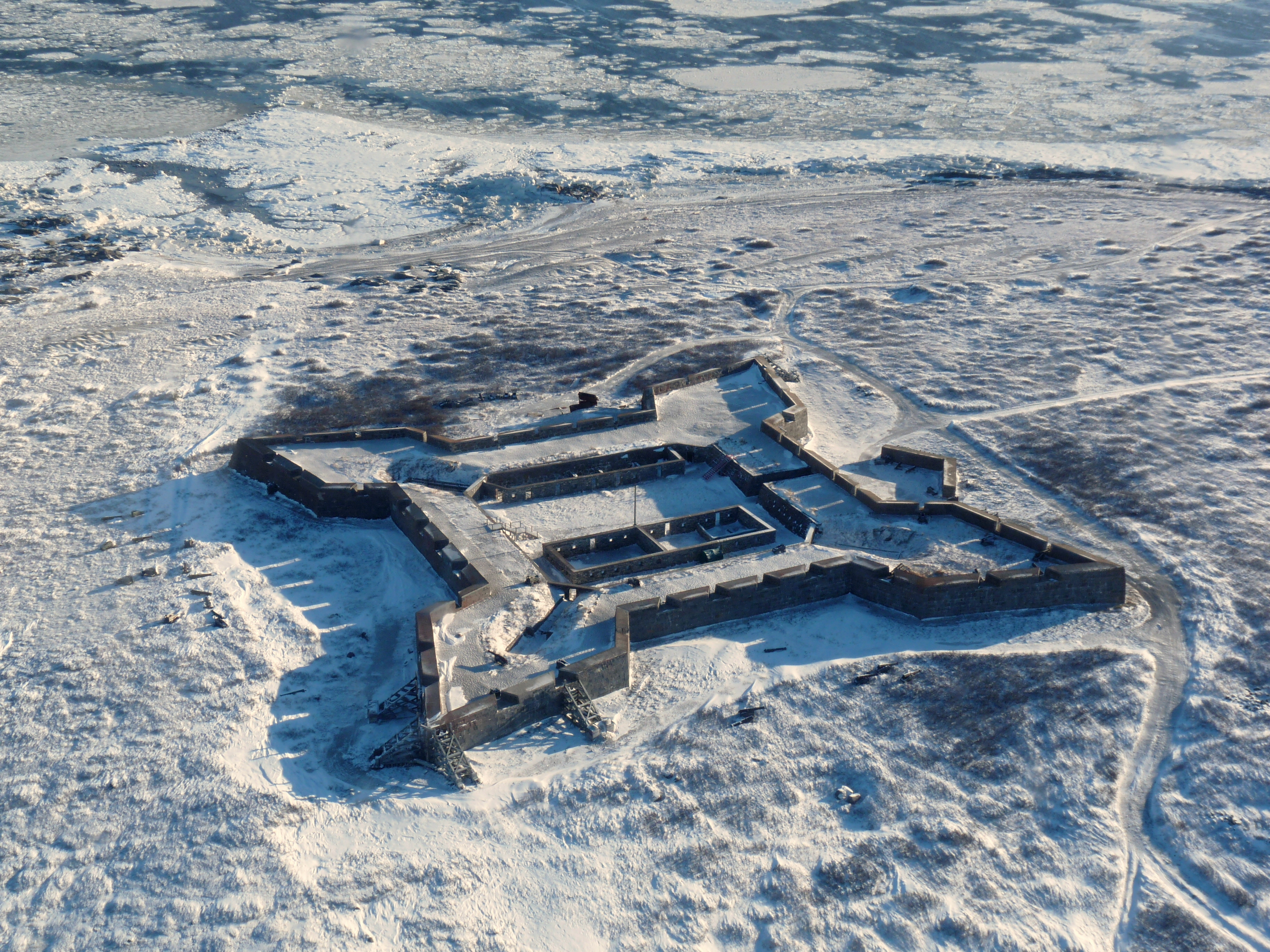
Форт Принца Уэльского с высоты птичьего полёта.

Форт Принца Уэльского (англ. Prince of Wales Fort) — историческое бастионное сооружение в городе Черчилл.
История европейского поселения в устье реки Черчилл начинается ещё с плавания Генри Гудзона в 1610 году. Поселение играло важную роль в торговле мехами. В 1717 году Компанией Гудзонова залива под руководством Джеймса Найта был построен бревенчатый форт, названный «Постом на реке Черчилл», переименованный через несколько лет в честь Принца Уэльского.
Согласно Королевской Хартии, деревянный форт был заменён на каменный, строительство которого началось в 1731 году. Построенный форт имел стороны длиной 90 м, стены высотой 6 м и толщиной у основания около 9 м. По стенам было установлено 42 пушки. Пушки были массивными, некоторые из них весили до 2500 кг рассчитаны на стрельбу 9-ти, 18-ти и 24-ти фунтовыми ядрами.
Французская экспедиция в Гудзонов залив в 1782 году под руководством Жан-Франсуа де Лаперуза сумела захватить форт, в котором находилось лишь 39 невоенных лиц, и управляющий фортом Самюэль Хирн, взвесив силы, сдал форт без боя. Французы частично разрушили форт, но его практически нетронутые руины сохранились до наших дней. Компания Гудзонова залива вернула себе форт в 1783 году, но его значение уменьшилось из-за упадка торговли мехом.
В 1920 году Форт Принца Уэльского был включён в список Национальных исторических достопримечательностей Канады. После того, как в 1929 году было завершено строительство железной дороги Гудзонова залива до Черчилля, для восстановления форта были использованы железнодорожные рабочие и железнодорожная строительная техника. Реставрационные работы также проводились и в конце 1950-х годов. Археологические исследования на территории форта и вокруг него начались в 1958 году. С 2005 года Парки Канады проводят работы по укреплению стен.

## Галерея

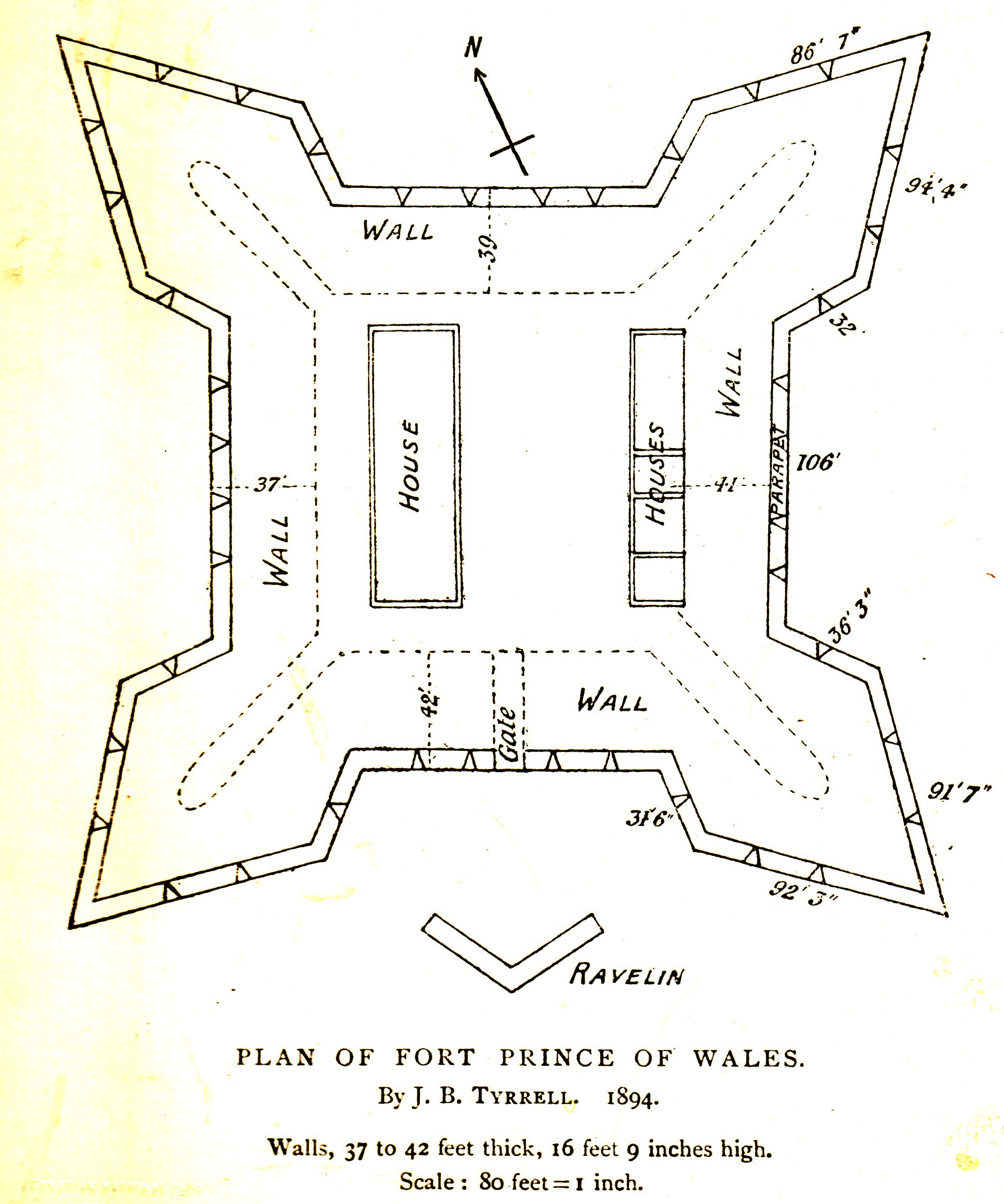
План форта
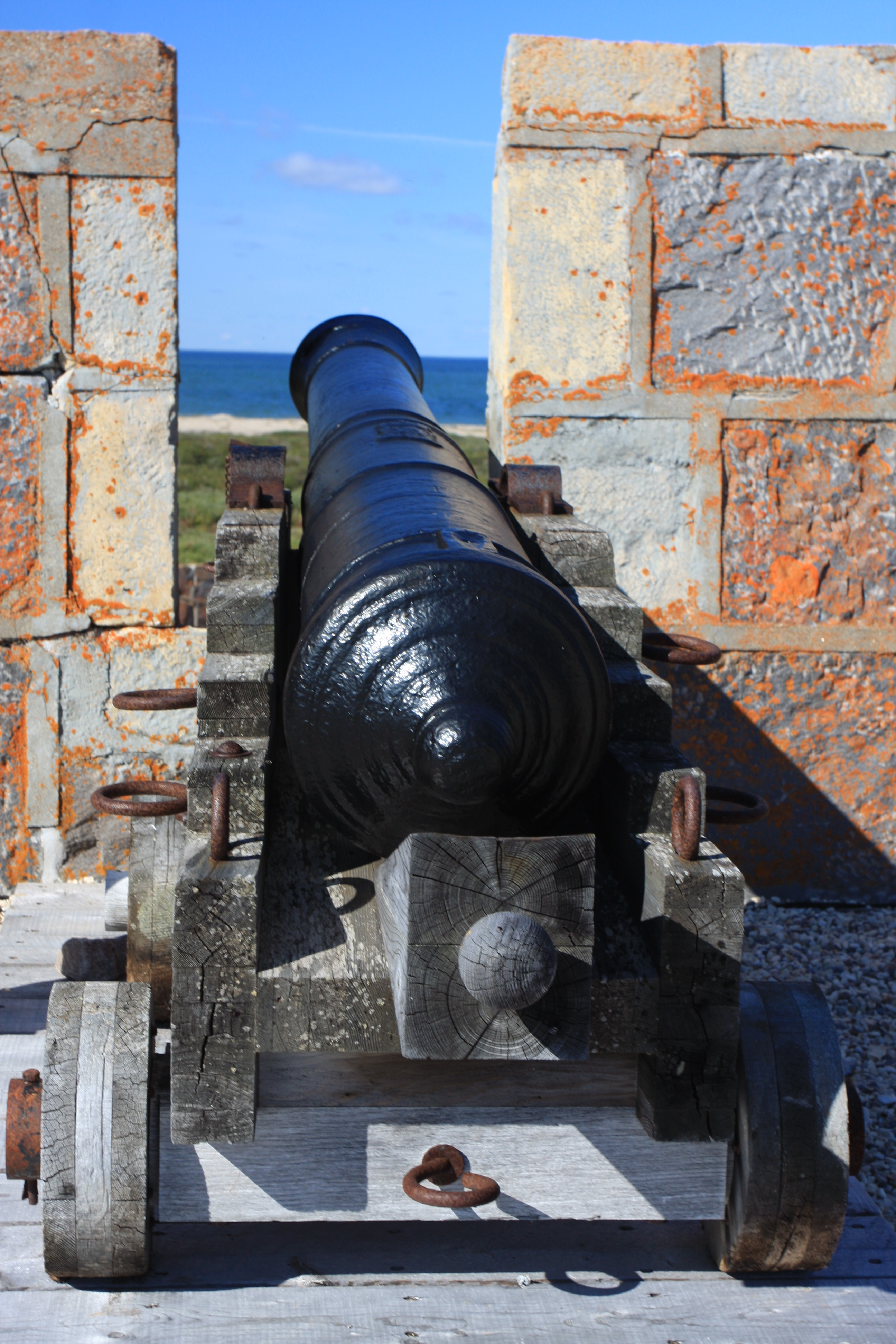
Пушка форта
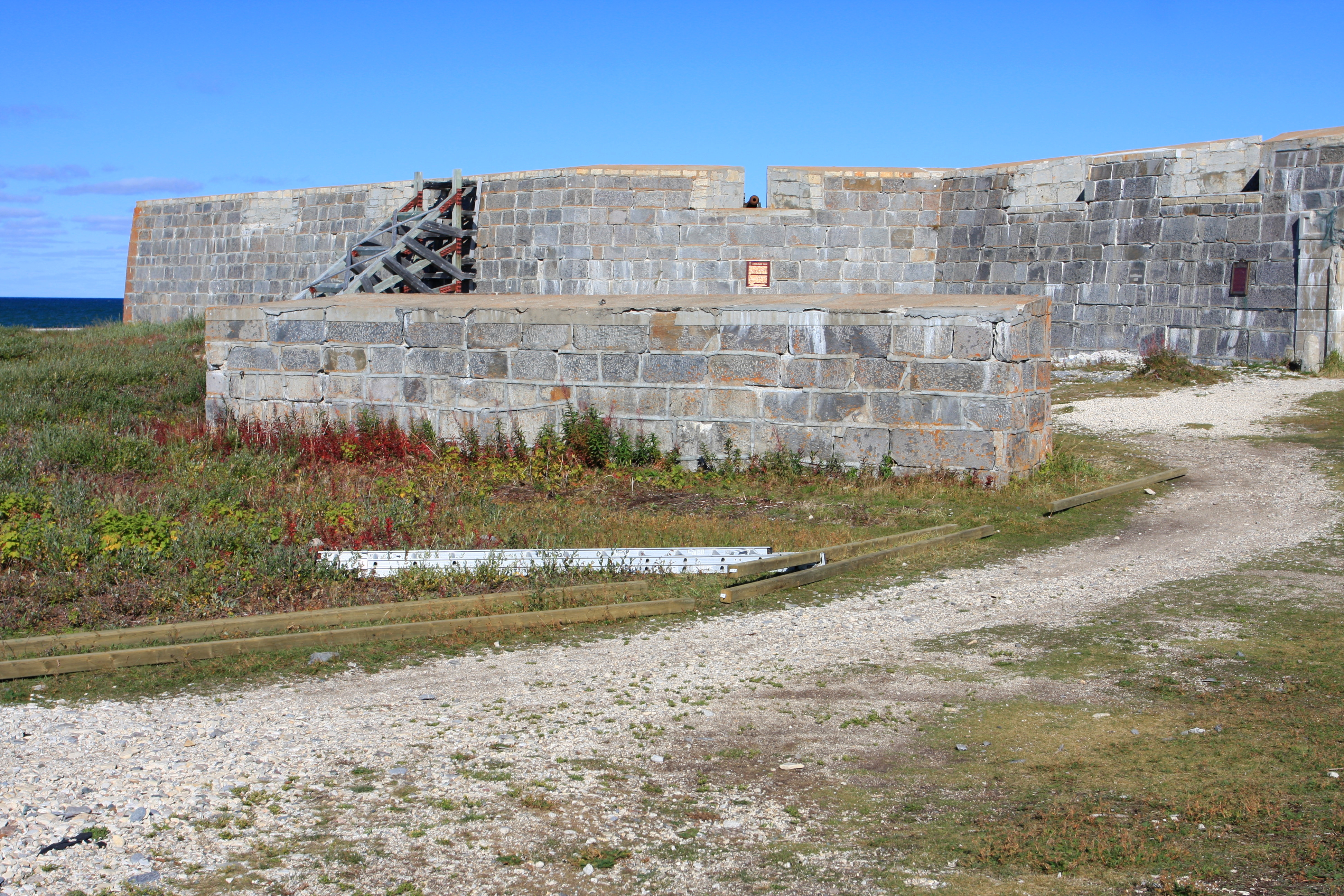
Стены форта
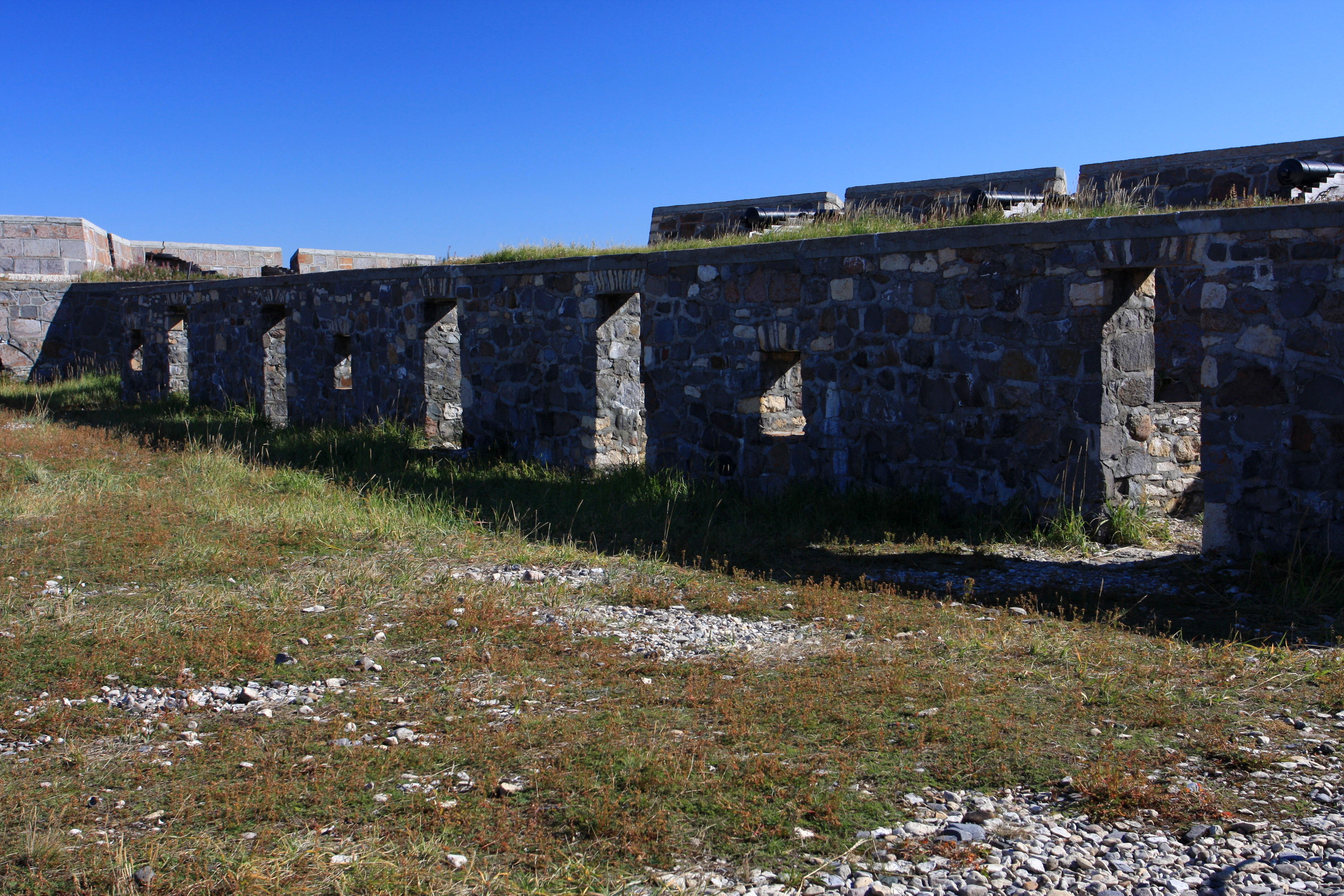
На территории форта